# Socioekonomisk analys
Socioekonomisk analys är en metod för att redovisa samhällets kostnader för personer i utanförskap jämfört med om de är aktiva i någon form av verksamhet.
Socioekonomiska analyser kan antingen göras i förväg som en del av ett beslutsunderlag i formen av en social investeringskalkyl eller i efterhand som en utvärdering av gjorda insatser, så kallat socioekonomiskt bokslut. Resultatet kan presenteras som resultaträkning, omfördelningskalkyl, investeringskalkyl, finansieringskalkyl och nyckeltalsanalys.
Socioekonomiska analyser och bokslut har gjorts kring ett stort antal målgrupper såsom långtidssjuka, missbrukare, personer med funktionsvariationer, unga arbetslösa, kriminella, barn och unga med beteendeproblematik, lässvårigheter och depression samt barn med skydds- och omvårdnadsbehov.
Metoden har utvecklats och tillämpas av aktiebolaget Institutet för Social Ekologisk Ekonomi (SEE), som har som huvuduppgift att bedriva konsultverksamhet, som genomfört olika former av socioekonomiska analyser och bokslut sedan 1979. 